# Транспаданска република
Транспаданската република (на италиански: Repubblica Transpadana) е френска дъщерна република, временно държавно образувание без международно признание, създадено от генерал Наполеон Бонапарт в Северна Италия, по време на неговата първа италианска кампания, част от Войната на Първата коалиция по време на Революционните войни.

## История
На 10 май 1796 г. френската армия побеждава австрийските войски в битката при Лоди и окупира архаичното Миланското херцогство. Наполеон назначава временен орган на властта: Главна администрация на Ломбардия, който заменя австрийските чиновници и създава дъщерна република, възприела френския революционен календар. Администрацията получава пълната гражданска власт с прокламация на Бонапарт на 8 брюмер, година V (29 октомври 1796 г.), въпреки че разпорежданията ѝ трябва да бъдат одобрявани от френския военен командир в Ломбардия. Администрацията се състои от четири отдела: за религиозни и културни въпроси; за транспорт и инженерни дела; за финанси и данъци; и един за търговски дела.
С новите победи на Наполеоновата армия, територията на републиката последователно нараства: с Леобенския мир от 17 април 1797 г., Франция започва да окупира Венецианската република, отнемайки Бергамо и премествайки на изток (от река Ада до река Ольо) договорената преди повече от три века граница с венецианците. На 19 май Наполеон прехвърля във владение на Милано териториите на бившето херцогство Модена от граничещата Цизпаданска република. На 29 юни генералът решава да реорганизира за последно републиката и тя да получи, поне формално, независимост: със собствен декрет Бонапарт обявява началото на Цизалпийската република.